# Ichthyaetus
Ichthyaetus là một chi chứa khoảng 6 loài mòng biển. Chi này trước đây từng được coi là một phần của chi Larus.

## Các loài
- Mòng biển mắt trắng, Ichthyaetus leucophthalmus
- Mòng biển đen, Ichthyaetus hemprichii
- Mòng biển đầu đen lớn hay mòng biển Pallas, Ichthyaetus ichthyaetus
- Mòng biển Audouin, Ichthyaetus audouinii
- Mòng biển Địa Trung Hải, Ichthyaetus melanocephalus
- Mòng biển Relict, Ichthyaetus relictus

## Hình ảnh

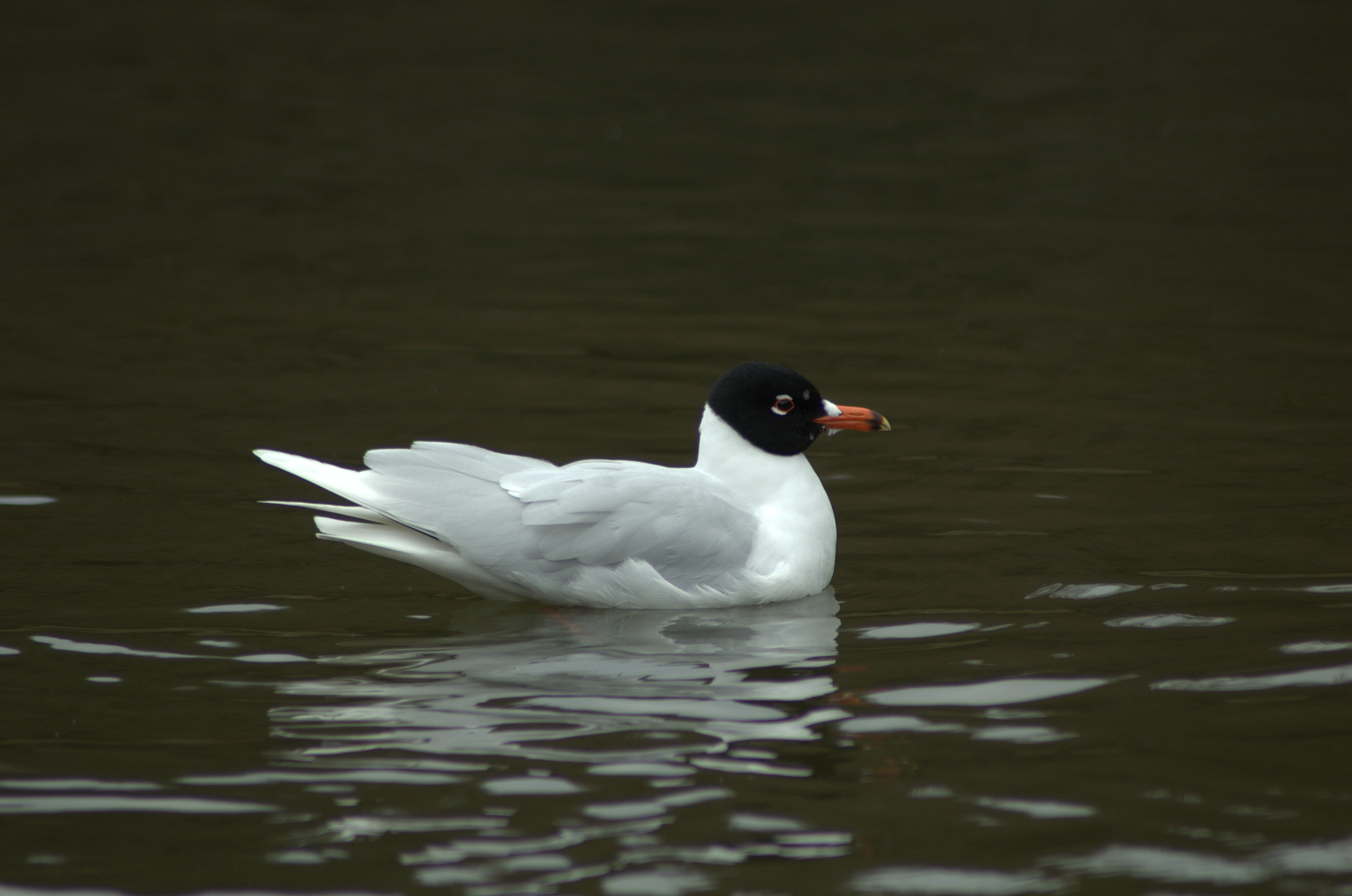
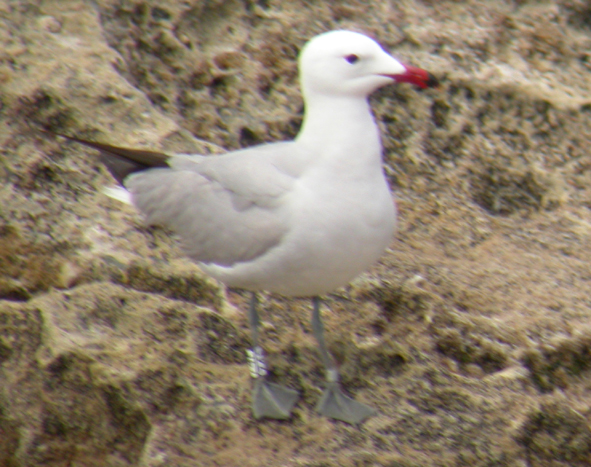
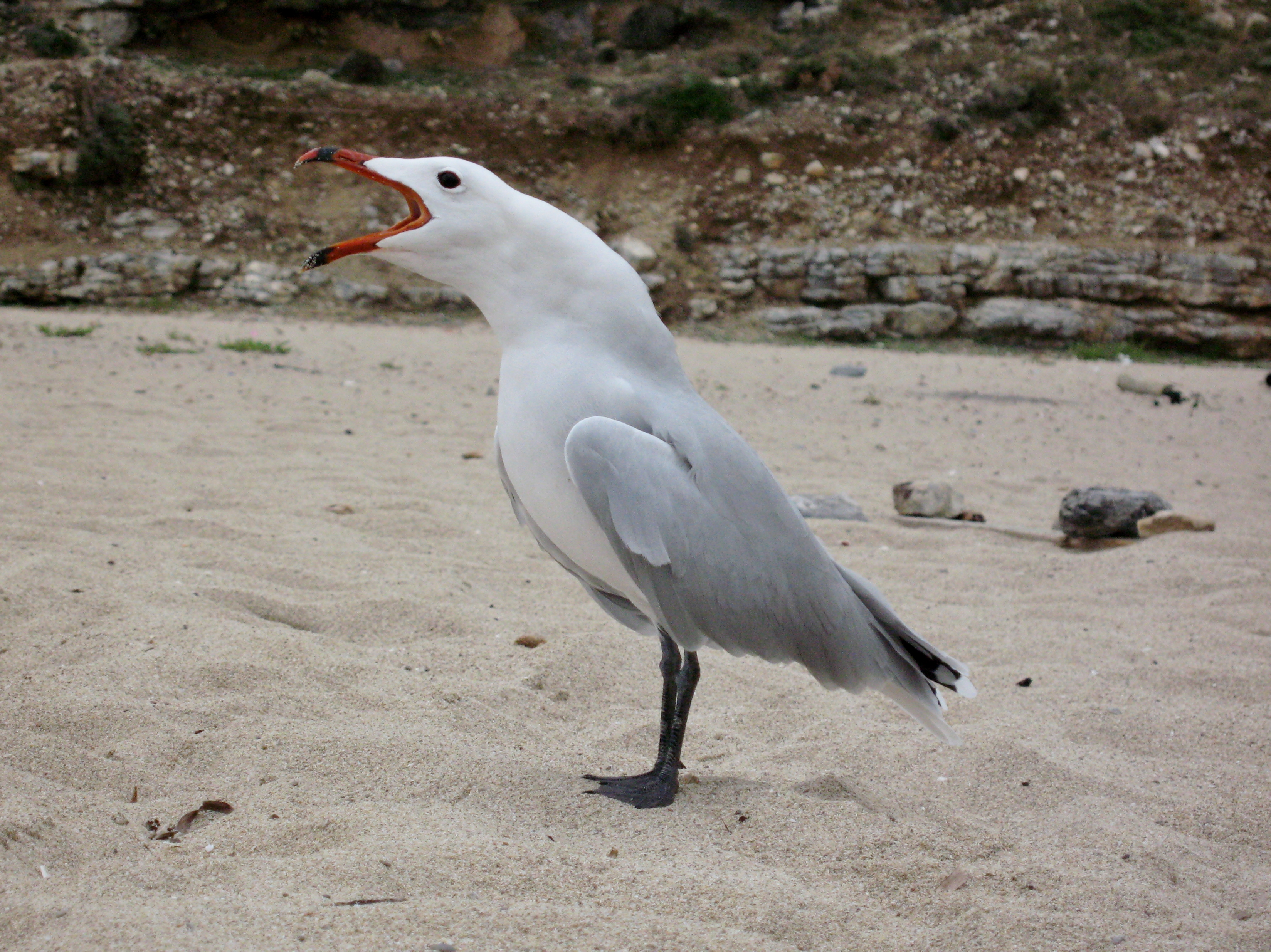